# エウジェニオ・カステロッティ
エウジェニオ・カステロッティ（Eugenio Castellotti、1930年10月10日 - 1957年3月14日）は、イタリア出身のレーシングドライバー。

## 経歴
20歳でフェラーリを手にし、1952年からスポーツカーレースを開始する。同年にはフェラーリでポルトガルグランプリに勝利した。その後1954年にはランチアへ移った。

### 1955年
F1でのデビューイヤーとなるこの年はランチアを駆り第2戦モナコグランプリでいきなり2位表彰台を獲得した。ベルギーグランプリではアルベルト・アスカリの事故死にともない撤退しようとしたチームを説得したことで出場が許可され、さらに予選で初のポールポジションを手にする。24歳7か月でのポールポジション獲得は当時の最年少記録であった。次戦のオランダグランプリからはチームの併合を受けてフェラーリからのエントリーとなった。最終戦イタリアグランプリでは3位に入り、このシーズンのドライバーズランキングで新人ながらメルセデスのレギュラードライバーであるファン・マニュエル・ファンジオ、スターリング・モスの二人に次ぐ3位に入る。

### 1956年
フェラーリからのフル参戦となったこの年は7戦中4度のリタイヤを喫したが予選は好調でフロントローを5回獲得しており、またフランスグランプリでは一時トップを好走し、ピーター・コリンズに次ぐ2位表彰台を獲得した。一方のスポーツカーレースではミッレミリアとセブリング12時間レースで勝利を挙げている。

### 1957年
開幕戦アルゼンチングランプリではトップを6周にわたり走行したが、3位走行中にディストリビューターのトラブルのためリタイアした。しかし、第2戦モナコグランプリを待たずして、3月14日にモデナで実施したテスト走行中に柵に激突する事故を起こし、大破したマシンから投げ出されて死亡した。享年26。

### 死後
カステロッティの友人らによってカステロッティの名を冠したエンジンメーカーが設立され、主にフェラーリのエンジンをモデュファイして使用した。F1で1960年の4戦にクーパーのシャシーを用いて参戦し、イタリアグランプリではジュリオ・ガビアンカが予選・決勝共に4位を獲得している。

## レース戦績
(key)(太字はポールポジション、斜体はファステストラップ)
| シーズン | チーム     | シャシー | 1        | 2           | 3   | 4       | 5     | 6           | 7             | 8           | WDC | ポイント |
| -------- | ---------- | -------- | -------- | ----------- | --- | ------- | ----- | ----------- | ------------- | ----------- | --- | -------- |
| 1955年   | ランチア   | D50      | ARG Ret* | MON 2       | 500 | BEL Ret |       |             |               |             | 3位 | 12       |
| 1955年   | フェラーリ | 555      |          |             |     |         | NED 5 |             | ITA 3         |             | 3位 | 12       |
| 1955年   | フェラーリ | 625      |          |             |     |         |       | GBR 6*/ Ret |               |             | 3位 | 12       |
| 1956年   | フェラーリ | D50      | ARG Ret  | MON 4*/ Ret | 500 | BEL Ret | FRA 2 | GBR 10*     | GER Ret* /Ret | ITA 8*/ Ret | 6位 | 7 1⁄2    |
| 1957年   | フェラーリ | 801      | ARG Ret  | MON         | 500 | FRA     | GBR   | GER         | PES           | ITA         | NC  | 0        |

- * 同じ車両を使用したドライバーに順位とポイントが配分された。